# Cavalese
Cavalese este o comună din provincia Trento, regiunea Trentino-Alto Adige, Italia, cu o populație de 4.010 locuitori (1 ianuarie 2023) și o suprafață de 45,38 km².

## Demografie
Cavalese - evoluția demografică

|  | Graficele sunt indisponibile din cauza unor probleme tehnice. Mai multe informații se găsesc la Phabricator și la wiki-ul MediaWiki. |

Date: Recensăminte sau birourile de statistică - grafică realizată de Wikipedia

## Personalități născute aici
- Michelangelo Unterberger (1695 - 1758), pictor;
- Giovanni Antonio Scopoli (1723 - 1788), om de știință;
- Cristian Zorzi (n. 1972), schior de fond;
- Lidia Trettel (n. 1973), sportivă la snow-board, medaliată olimpic;
- Patrick Braunhofer (n. 1998), biatlonist.